# سیارک ۱۷۸۲۹۴
سیارک ۱۷۸۲۹۴ (به انگلیسی: 178294 Wertheimer، نامگذاری:1990TA12) صد و هفتاد و هشت هزار و دویست و نود و چهارمین سیارک کشف شده‌است که در ۱۱ اکتبر ۱۹۹۰ کشف شد.